# Bleeding Love (película)
Bleeding Love es una película dramática estadounidense de 2023 protagonizada por el padre y la hija de la vida real, Ewan McGregor y Clara McGregor. Dirigida por Emma Westenberg en su primer largometraje, fue escrita por Ruby Caster a partir de una historia original de Caster, Clara McGregor y Vera Bulder. Tuvo su estreno mundial en South by Southwest el 11 de marzo de 2023 bajo el título You Sing Loud, I Sing Louder (Tú cantas fuerte, yo canto más fuerte), y fue lanzado por Vertical Entertainment el 16 de febrero de 2024.

## Elenco
- Clara McGregor como hija
- Ewan McGregor como padre
- Kim Zimmer como Elsie
- Jake cansado como Kip
- Devyn McDowell como hija pequeña
- Vera Bulder como Tommy

## Sinopsis
Un padre lleva en secreto a su hija separada a rehabilitación después de una sobredosis, consciente de que ha heredado sus problemas de adicción, y después de que él haya formado una nueva familia en otro lugar.

## Producción
Christine Vachon produjo la película. Clara McGregor produjo y escribió la historia junto a Ruby Caster y Vera Bulder. La idea de la historia se basó en aspectos de la propia relación padre-hija de McGregor. Ewan McGregor le dijo a Deadline Hollywood que la película "puede ser muy meta y aun así ser definitivamente una obra de ficción y nada biográfica... No lo sé". "Sugerir que esto es autobiográfico, pero ahí estábamos, jugando a padre e hija y somos eso. No puedes evitar que eso esté en la habitación".
La fotografía principal tuvo lugar a finales de 2021 y duró 22 días en Nuevo México.

## Estreno
Bajo su título original You Sing Loud, I Sing Louder, la película se estrenó en South by Southwest en Austin, Texas, el 11 de marzo de 2023. En diciembre de 2023, Vertical Entertainment adquirió los derechos de distribución de la película, ahora retitulada Bleeding Love, y programó su estreno en cines en los Estados Unidos el 16 de febrero de 2024. Se estrenó en el Reino Unido por Icon Film Distribution el 29 de marzo de 2024.

## Recepción
Tim Grierson de Screen Daily dijo que los McGregor "aportan una autenticidad desgastada a esta historia".